# SproutCore
 (juin 2019).
SproutCore est un logiciel libre de type framework de JavaScript écrit en Ruby. [Quand ?], il est devenu amber.js, lui-même est devenu ember.js [Quand ?].
SproutCore génère du HTML et du Javascript pour rendre l'interface utilisateur plus riche, presque comme une application de bureau.
SproutCore est publié sous licence MIT par la société Sproutit.